# Kubas kommunistiska parti
Kubas kommunistiska parti (spanska: Partido Comunista de Cuba, PCC), är det statsbärande partiet i staten Kuba sedan bildandet 1961.
Det bildades 1961 under namnet Organizaciones Revolucionarias Integradas (ORI) av det tidigare PCC (grundat 1925), då Partido Socialista Popular, och regeringschefen Fidel Castros tidigare parti, Ortodoxa partiet. ORI antog 1965 sitt nuvarande namn, Partido Comunista de Cuba (PCC), sedan kursriktningen mot Sovjetunionen och kommunismen blivit permanent. Partiet höll sin första kongress 1975 och förde innan dess en relativt självständig och särpräglad politik. Under 1970-talet och 1980-talet närmade sig partiet emellertid Sovjetunionen och därmed andra ideologiskt närbesläktade partier i Angola och Etiopien. PCC tog under Fidel Castros ledning ställning för Sovjetunionens invasioner i såväl Tjeckoslovakien 1968 och Afghanistan 1979.
Partiets ledare har ända sedan början varit Fidel Castro, och styrts av politbyrån (som har 14 medlemmar och 10 suppleanter) och ett sekretariat (som har 9 medlemmar med Fidel Castro som förste sekreterare). Centralkommittén (med 146 ledamöter och 77 suppleanter) har till uppdrag att välja dessa, och centralkommittén väljs i sin tur av partikongressen (som har 225 ledamöter).
Fidel Castro var statschef, regeringschef, överbefälhavare och förste sekreterare i partiet fram till dess att han insjuknade definitivt år 2006. Han lämnade alla poster utom den som partichef år 2008 till förmån för sin bror, Raúl Castro.